# Hallstahammar község
Hallstahammar község (svédül: Hallstahammars kommun) Svédország 290 községének egyike. 
A mai község 1971-ben jött létre.

## Települései
A községben 6 település található:
| Település     | Népesség | Megjegyzés         |
| ------------- | -------- | ------------------ |
| Hallstahammar |          | a község székhelye |
| Kolbäck       |          |                    |
| Strömsholm    |          |                    |
| Sörstafors    |          |                    |
| Borgasund     |          |                    |
| Mölntorp      |          |                    |

### Külső hivatkozások
- Hivatalos honlap